# Fasti verulani
Il termine Fasti verulani indica un calendario marmoreo di epoca romana ritrovato a Veroli, in provincia di Frosinone,  nel corso di scavi archeologici condotti nel 1922. È conservato all'interno del cortile di casa Reali.
Il ritrovamento è eccezionale per la sua rarità, perché gli altri calendari pervenuti, circa 30, sono frammentari; nel calendario verolano inoltre sono riportate date non presenti in altri calendari romani. Il calendario era esposto nel foro della città, alla vista di tutti e riporta i primi tre mesi dell'anno, indicati con un'abbreviazione all'inizio della colonna corrispondente, e per ogni mese le tre date fisse: Calende, None e Idi.
Accanto all'indicazione numerica dei giorni si ripetono le prime otto lettere dell'alfabeto: sono le lettere nundinali, che servivano a fissare ogni nove giorni le date delle fiere e dei mercati. Oltre alla tipica numerazione del calendario vengono riportate le lettere che costituiscono la nota dierum, cioè la natura di ogni giorno: F (fasti: giorni in cui si potevano adire i tribunali, ma non tenere comizi), C (comiziali: giorni in cui si potevano convocare i comizi), N (nefas: giorni festivi dedicati al culto, durante i quali era vietato sedere in giudizio e tenere comizi), P (profesto: giorno lavorativo) e NP (non profesto: giorno festivo). Nel calendario verolano per ciascun mese sono indicate anche le festività principali: Agonalia, Carmentalia, Lupercalia, Quirinalia, Liberalia.
Sulla lastra marmorea sono riportate anche le indicazioni di alcuni giorni a carattere commemorativo: il 14 gennaio è considerato di cattivo auspicio, perché giorno della nascita di Marco Antonio (associato alla sfortuna per i molti lutti che provocò a Roma), mentre il 17 gennaio è ricordato per le nozze fra Livia Drusilla e Augusto. Altre date citate sono il 22 febbraio (giorno delle esequie di Gaio Cesare, nipote ed erede di Augusto) e il 27 marzo (giorno della presa di Alessandria da parte di Cesare).